# BMC Switzerland

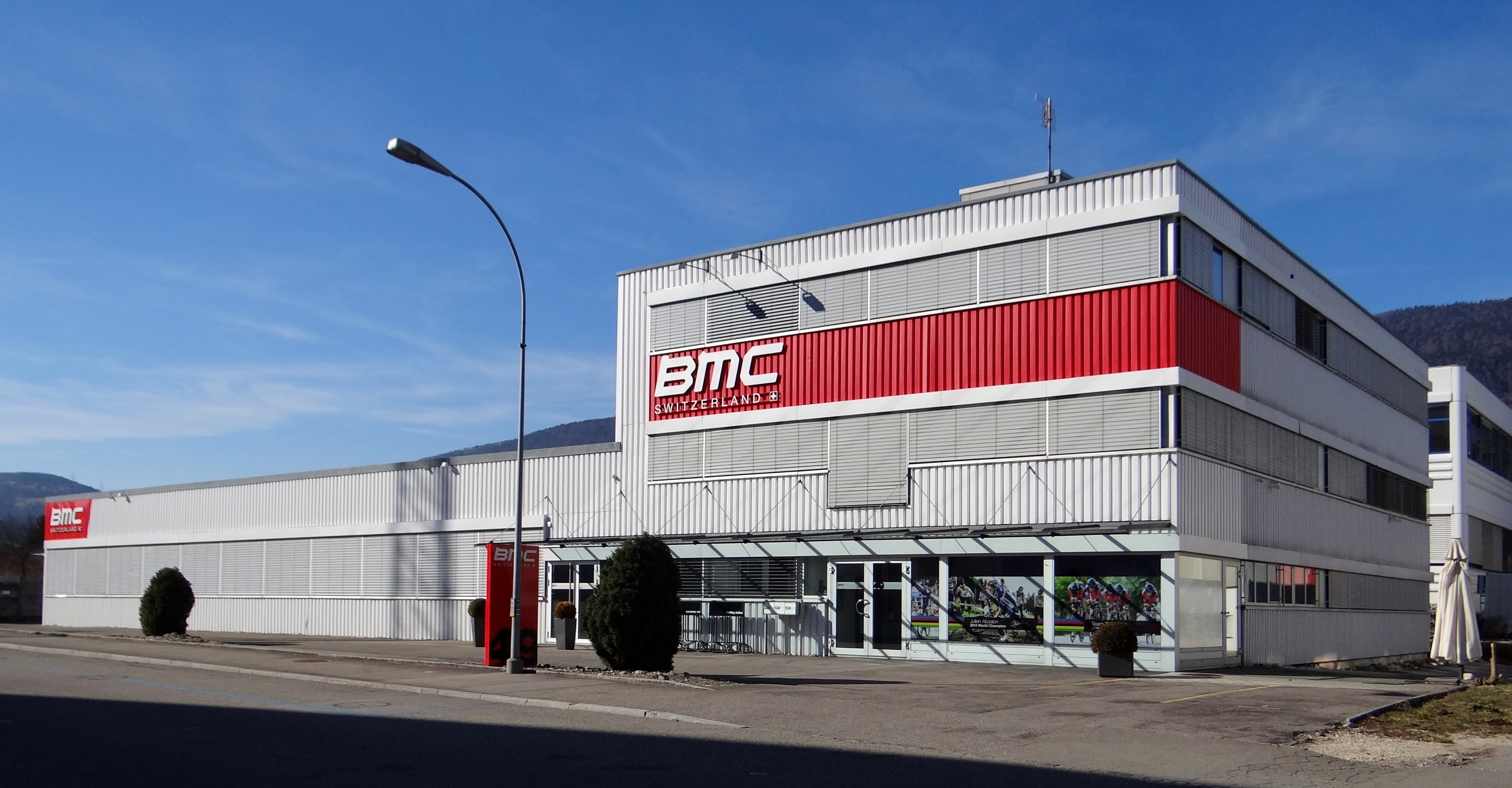
BMC-Hauptgebäude

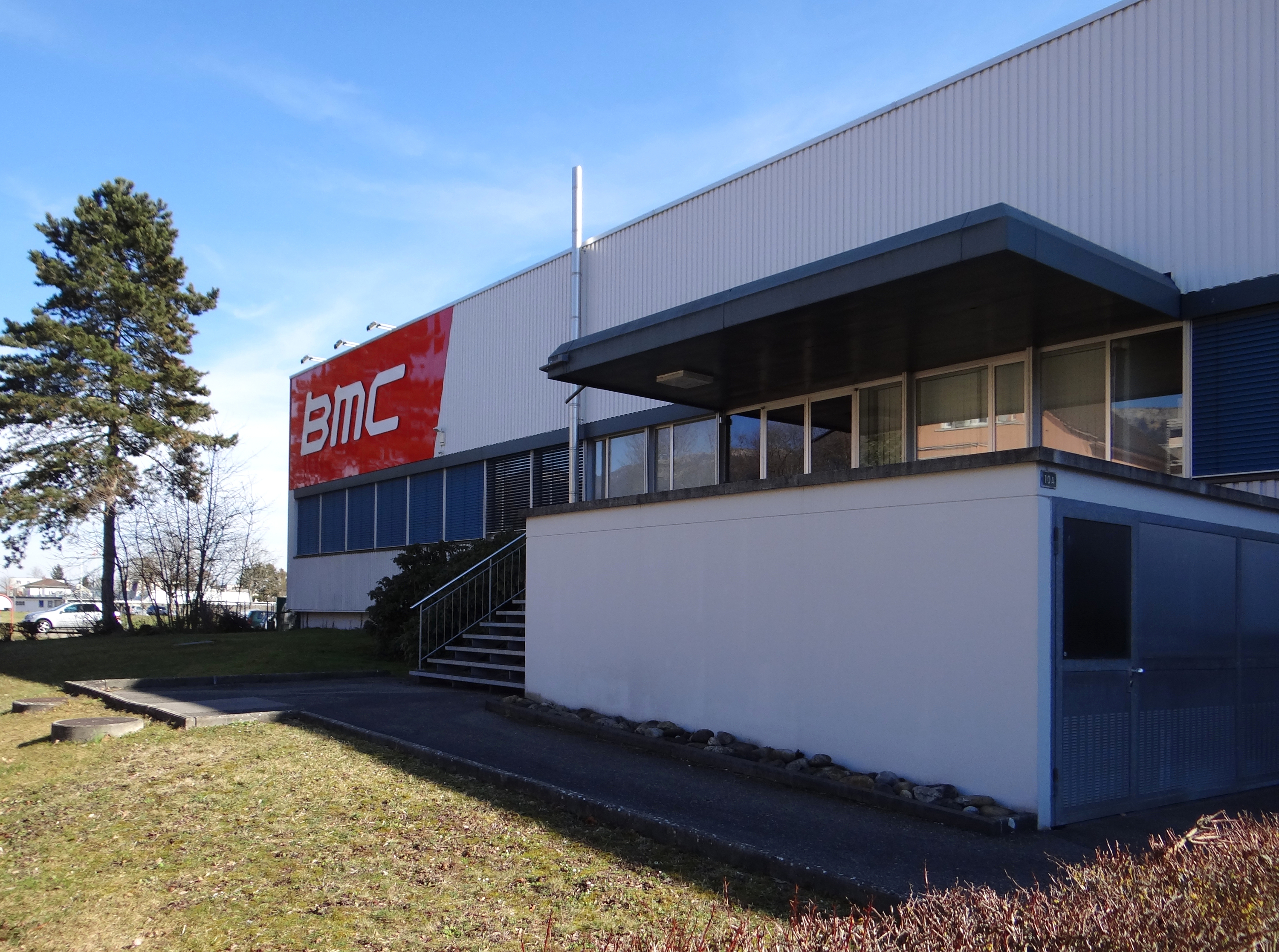
Forschungszentrum BMC impec lab

Die BMC Switzerland AG (Abkürzung für Bicycle Manufacturing Company) ist ein Schweizer Fahrradhersteller mit Sitz in Grenchen. Das Unternehmen entwickelt, produziert und vermarktet Rennräder, Mountainbikes und Urban Bikes. Die Verkaufsmärkte, welche durch unabhängige Fahrradhändler bedient werden, sind hauptsächlich Nordamerika, Westeuropa inklusive Skandinavien, Südafrika, Ostasien und die Vereinigten Arabischen Emirate.

## Geschichte
Die ursprüngliche Firma wurde von Bob Bigelow im Jahr 1986 gegründet. Der damalige Eigentümer war im Besitz einer Raleigh-Cycle-Company-Lizenz für den Vertrieb in der Schweiz. Die Marke BMC (zunächst Bigelow Mounting Company, ab 2001 Bicycle Manufacturing Company) wurde im Jahr 1994 geschaffen. Um das Jahr 2000 war BMC in der Schweiz bereits als Anbieter von Mountainbikes mit einer VPS, virtual pivot system, genannten Dämpfungslösung bekannt. Trotz guter Händlerbasis in der Schweiz wurden rote Zahlen geschrieben. 2001 wurde die Firma von Andy Rihs übernommen, der auch Miteigentümer von Phonak war. Mit dem damit verbundenen Sponsoring des Teams Phonak Hearing Systems begann die Neuausrichtung der Produktstrategie. Es folgten gezielte Investitionen in den Bereichen Entwicklung, Design und Marketing für Rennräder. Das erste Teamrad, die team machine SLT01, gilt als Basis des Skeleton-Konzeptes. Im Jahr darauf engagiert sich BMC mit dem Sponsoring des Phonak-Teams erstmals im Profiradsport. Zusätzlich werden unter der Eigenmarke Scor qualitativ hochwertige Komponenten hergestellt. Die Exportaktivitäten begannen ab 2003. BMC vertrieb seine Fahrräder erstmals international. Die BMC pro machine, der erste CNT-Vollkarbonrahmen (Carbon Nanotubes, Kohlenstoffnanoröhren) unter einem Kilogramm Rahmengewicht, wurde auch mit mehreren Designpreisen geehrt.
Mit der Produktion des BMC Impec 2010 wurde am Standort Grenchen im Kanton Solothurn eine vollautomatisierte Produktionsstrasse zur Rahmenherstellung errichtet. BMC verspricht sich davon eine Reduktion von Fertigungstoleranzen. Seit 2006 ist BMC eine Gesellschaft der BMC Group Holding, die bis März 2012 ISH International Sport Holding hiess. Von 2011 bis 2017 gehörte der Schweizer E-bike-Hersteller Stromer zu BMC.

## Radsport
BMC stattete das Schweizer Radsportteam Phonak Hearing Systems bis zu dessen Auflösung Ende der Saison 2006 aus. Von 2007 bis 2018 war das Unternehmen Hauptsponsor und Ausrüster des US-amerikanischen BMC Racing Teams. In diesem Team gewann Cadel Evans 2011 die Tour de France. 2019 begann die Zusammenarbeit mit dem Team Dimension Data. Zur Saison 2021 begann auch die Zusammenarbeit mit dem AG2R Citroën Team.

## Heute
BMC produzierte 2017 rund 70'000 Fahrräder und hatte weltweit ca. 189 Mitarbeiter. Zahlreiche nationale und internationale Teams und Athleten in den Bereichen Road Cycling, Triathlon, MTB und Cross werden von BMC unterstützt.